# Homobono R. Espada
General Homobono R. Espada fue un militar mexicano que participó en la Revolución mexicana. Nació en Sonora. Se incorporó al movimiento revolucionario con las fuerzas del general Anacleto J. Girón, con quién se trasladó a Chihuahua donde se incorporó a las fuerzas villistas; participó en la Batalla de Zacatecas y con el tiempo ingresó a la escolta de "Dorados" del general Francisco Villa. Espada formó parte del cuadro que fusiló al licenciado José Bonales Sandoval, defensor de Francisco Villa en la prisión de Santiago Tlatelolco, debido a que Bonales intentó convencer a Villa de que se uniera al movimiento de Félix Díaz. Antes, en diciembre de 1915, había desertado del movimiento villista en Hermosillo, Sonora. Posteriormente ingresó al Ejército Mexicano en el Batallón a las órdenes de Benjamín Hill, que guarnecía la Ciudad de México.